# Guadalupe (Sveti Toma i Princip)
Guadalupe je naselje na otoku Sveti Toma, u afričkoj državi Sveti Toma i Princip. Nalazi se u unutrašnjosti sjeverne strane otoka, na 140 metara nadmorske visine. Puno ime naselja je Nossa Senhora de Guadalupe (Naša Gospa od Gvadalupe).
Južno od naselja nalazi se Roça Agostinho Neto, jedna od najvećih plantaža kakaovca na otoku. Nekada je na plantaži bila jedna od najboljih bolnica u Africi, koja je sada napuštena.
Godine 2001. Guadalupe je imala 1.543 stanovnika.